# 腦閉塞
腦閉塞（英語：Writer's block），是從事寫作行業所遇到的狀況，如編劇、作家等，它會讓作者完全無法創作新的作品，起因有許多種，可能是很細小的，可能是無法徒手創作的生理上的問題。有些遇到這個狀況的作家會經歷一年無法創作的日子，最嚴重的甚至轉行。雖然腦閉塞起源不可考，但歷史上曾遭遇過這種狀況的名人有作家弗朗西斯·史考特·費茲傑羅、漫畫家查爾斯·舒茲。

## 對策
卡片盒筆記法，連結舊想法以創造新作品的方法，為應付腦閉塞的一種方法。